# Ilunga Makabu
Ilunga Makabu est un boxeur congolais né le 8 novembre 1987 à Kananga en République démocratique du Congo.

## Carrière
Passé professionnel en 2008, il remporte le titre vacant de champion du monde des poids lourds-légers WBC le 31 janvier 2020 après sa victoire aux points contre Michal Cieslak, titre qu'il conserve le 19 décembre 2020 en battant par KO au 7e round Olanrewaju Durodola et le 29 janvier 2022 aux dépens de Thabiso Mchunu aux points.
Le 26 février 2023, à Riyad, il est battu par Badou Jack par arrêt de l'arbitre au 12e round mettant fin à trois ans de règne.